# جغرافیای اوستایی

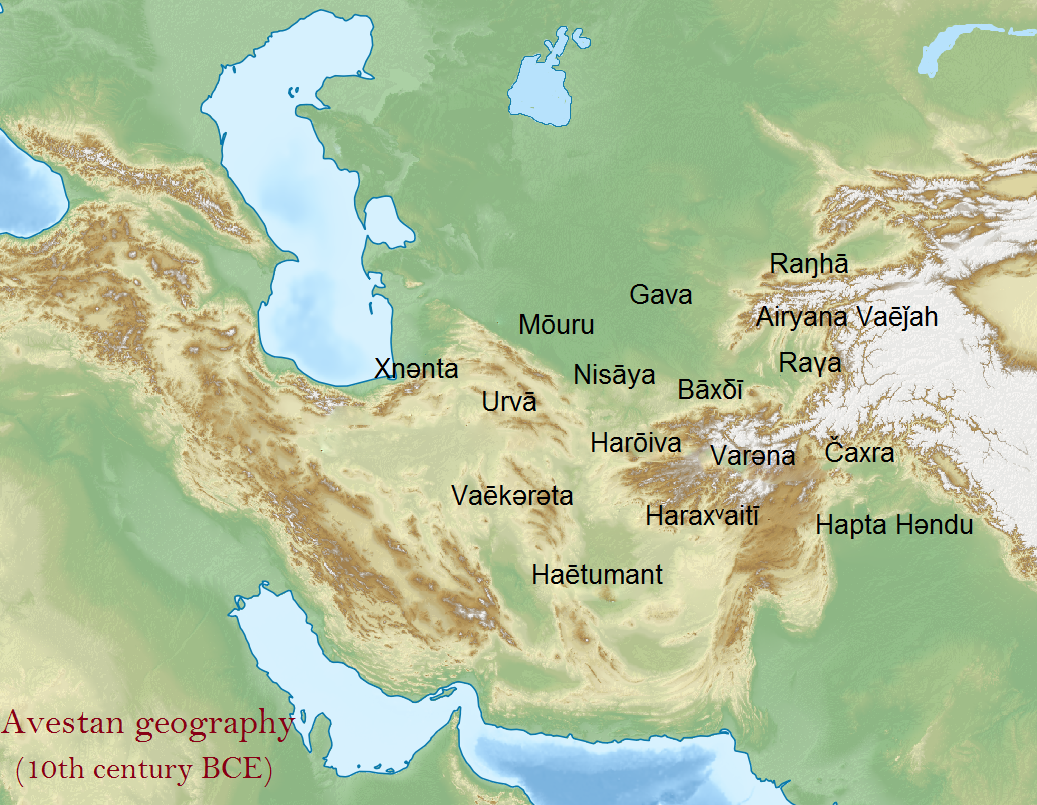

جغرافیای اوستایی، اشاره‌های جغرافیایی کتاب اوستا است که محدود به ناحیه شرقی فلات ایران تا مرز هندو-ایرانی است.

## مناطق شانزده‌گانه اوستا
مناطق شانزده‌گانه عبارتند از:
1. آریانَه وئیجَه Airyana Vaēǰah = بدخشان تاجیکستان و شرق تاجیکستان به جز ناحیه سغد احتمالا برابر با ساتراپ Dyrbaeans در جغرافیای هخامنشی
2. Gava = ناحیه سغد در تاجیکستان کنونی و ازبکستان
3. Mōuru = مَرگوش در پارسی باستان، مرو ترکمنستان کنونی
4. Bāxδī = باکتریا (بلخ امروزی)
5. Nisāya = ناحیه‌ای بین مَرگوش و باکتریا، احتمالاً میمنه
6. Harōiva = آریا، هرات
7. Vaēkərəta = استان خراسان جنوبی ایران ساگارتیا باستان
8. Urvā = استان خراسان رضوی و شمالی ایران پارثوه هخامنشی
9. Xnənta = ناحیه تعریف شده vəhrkānō. šayana به معنی «ناحیه مردمان Vəhrkāna»، جایی که مارکوارت، آن را منطقه مسکونی Varkāna (منظور در گزارش کتسیاس)، ساکنان هیرکانیا (گرگان امروزی) استف یا به احتمال کمتر، هیرکانیا است.
10. Haraxᵛaitī = رخج یا قندهار کنونی در افغانستان
11. Haētumant = ناحیه‌ای در هلمند که احتمالاً با زرنگ (ساتراپی) هخامنشی متناظر است در اوستا جایگاه دریاچه کیانسه (هامون)
12. Raγa = راغ در بدخشان افغانستان کنونی متمایز از Ragā مادی و احتمالاً Raγa زرتشتی در یشت (۱۹٫۱۸) است.
13. Čaxra = Čarx این سرزمین در اصل اکنون چترال در پاکستان است که هم مرز با افغانستان کنونی می باشد (و نه آنطور که کریستین‌سن می‌پنداشت: مازندران)
14. Varəna = مترداف با Varnu ودایی ناحیه کابلستان بزرگ دشت پیشانسه در بندهش که کوه دنباوند زادگاه فریدون است، سرزمین فریدون (Θraētaona/Frēdōn/Afrīḏūn).
15. Hapta Həndu = در جغرافیای ودایی، Sapta Sindhavaḥ. در شمال شرقی ناحیه پنجاب، اکنون پنجاب هند و پاکستان است.
16. Raŋhā = متمایز از Rasā در جغرافیای ودایی، در اوستا این سرزمین جایگاه خاندان فریان است که تورانی تبار هستند رود رنگ ها یا ارنگ رود در بندهش از بالای البرز سرچشمه میگیرد موقعیت این رود اکنون با زرافشان در تاجیکستان و نواحی ای از قرقیزستان قابل تطبیق است.

## جغرافیای اوستایی در مهریشت
یشت مهر دومین یشت بلند در میان یشت‌ها است و به ایزد زرتشتی میثره (اوستایی: miθra، به‌معنای «پیمان») اختصاص دارد.
در این یشت، فهرستی دوم از سرزمین‌های ایرانی ارائه شده است، هرچند این فهرست کوتاه‌تر از فهرست موجود در وندیداد است. این فهرست در بندهای ۱۰.۱۲ تا ۱۰.۱۴ یشت مهر آمده است، جایی که متن توصیف می‌کند چگونه میثره به کوه هرا می‌رسد و از آنجا به تمام سرزمین‌های ایرانی (اوستایی: airiio.shaiianem) می‌نگرد:

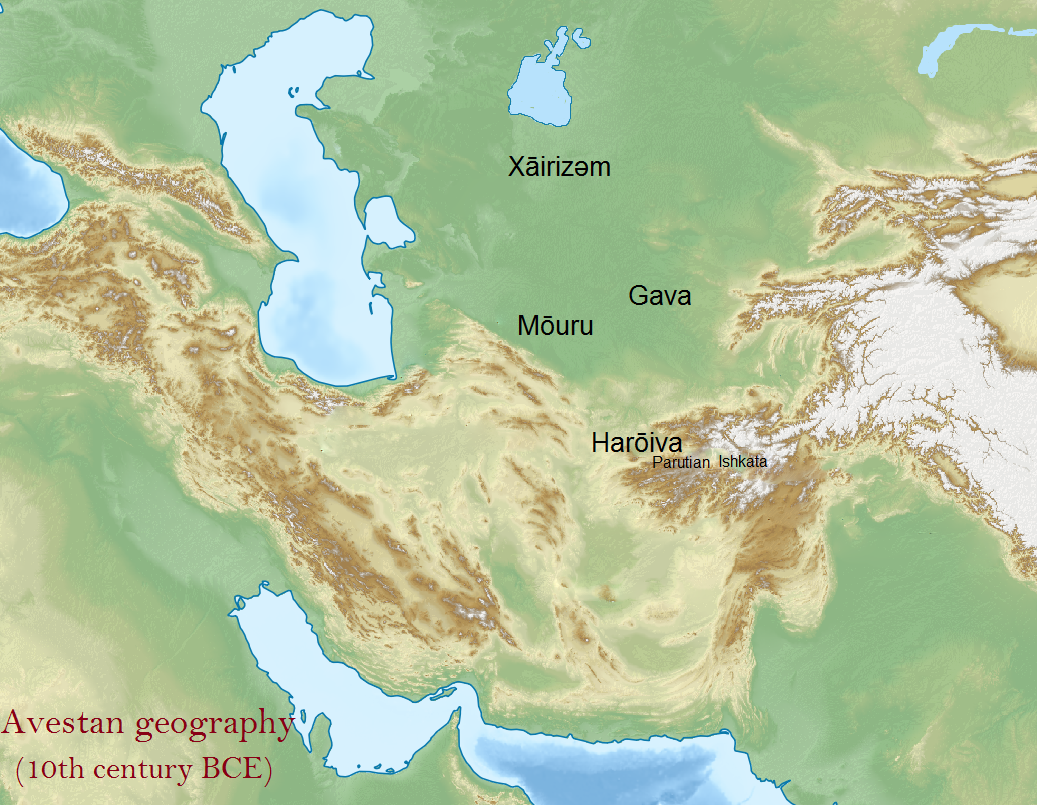

مِهرِ بزرگ، نگهبان پیمان، آن فرّه‌مندِ جاودانه را می‌ستاییم؛
او که نخستین از ایزدان مینوی است که،
از فراز کوه سپندِ هَرا، گام پیش می‌نهد،
جلوتر از خورشیدِ درخشان، با اسبان تیزرو و تابناک.
اوست که پیش از همه، قله‌های زراندود کوهساران را درمی‌نوردد،
و از آن بلندای مقدس، به همه گستره‌ی ایران‌زمین می‌نگرد؛
به سرزمین‌های پهناور آریاییان،
آنجا که شهریاران دلاور، رزم‌ها را سامان می‌دهند،
و کوه‌های بلند، پناهِ دام‌ها و مردمان‌اند،
با چراگاه‌هایی فراخ و دل‌نگرانِ گله‌ها.
آنجا که دریاچه‌های ژرف، با موج‌های بلند در تپش‌اند،
و رودهای خروشان، روانند به‌سوی مرزهای دوردست؛
به‌سوی کوه مقدس "ایشکاته"،
به سرزمین "پَرُوتی"،
به‌سوی دشت‌های "مَرو (مارگو)" و "دامن‌های هَراوه"،
به سوی سرزمین "گاویِ سُغدی"،
و به سوی "خوارزمِ دور".

## جغرافیای اوستایی در فروردین یشت

### یشت فروردین
(همچنین بنگرید به: Frawardin Yasht)
نقشه‌ی تقریبیِ محل زندگی اقوامی که در یشت فروردین از آنان نام برده شده است، از جمله ایرانیان (همان‌گونه که در یشت مهر توصیف شده‌اند)، تورانیان، سَیرِما و داهه.
یشت فروردین طولانی‌ترین یشت در میان یشت‌هاست و به ستایش فروَهرها (Fravashi) اختصاص دارد؛ مفهومی منحصربه‌فرد در دین زرتشتی که شباهت‌هایی با مفهوم روح (اوستایی: urvan) دارد و به آن پیوند خورده است.

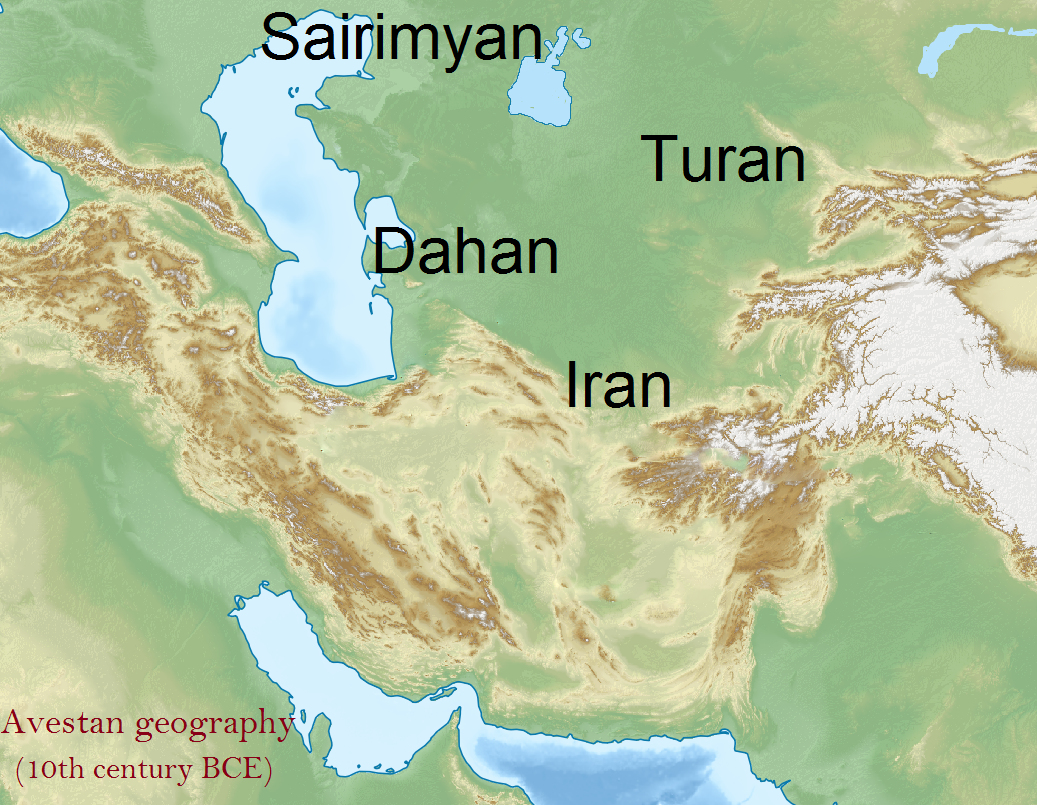

در بندهای ۱۳.۱۴۳–۱۴۴ از این یشت، فروهرهای پارسایانِ ساکن در سرزمین‌های پنج قوم گوناگون مورد ستایش قرار می‌گیرند:
ما فروهرهای مردان پاک در سرزمین‌های ایرانی را می‌ستاییم؛
ما فروهرهای زنان پاک در سرزمین‌های ایرانی را می‌ستاییم.
ما فروهرهای مردان پاک در سرزمین‌های تورانی را می‌ستاییم؛
ما فروهرهای زنان پاک در سرزمین‌های تورانی را می‌ستاییم.
ما فروهرهای مردان پاک در سرزمین‌های سیرِمی (Sairimyan) را می‌ستاییم؛
ما فروهرهای زنان پاک در سرزمین‌های سیرِمی را می‌ستاییم
ما فروهرهای مردان پاک در سرزمین‌های سَینی (Saini) را می‌ستاییم؛
ما فروهرهای زنان پاک در سرزمین‌های سَینی را می‌ستاییم.
ما فروهرهای مردان پاک در سرزمین‌های داهی (Dahi) را می‌ستاییم؛
ما فروهرهای زنان پاک در سرزمین‌های داهی را می‌ستاییم.
ما فروهرهای مردان پاک را در همه‌ی سرزمین‌ها می‌ستاییم؛
ما فروهرهای زنان پاک را در همه‌ی سرزمین‌ها می‌ستاییم.
— یشت فروردین، بندهای ۱۳.۱۴۳–۱۴۴ (برگردان از جیمز دارمستر)

## مکان‌یابی آریانه وَئیجَه
یکی از مشکلات سخت و قدیمی در مطالعات اوستایی، تبیین Airyana Vaēǰah (پهلوی: Ērānwēz؛ یعنی «سرزمین آریایی‌ها») و اولین ناحیه شانزده‌گانه در فرگرد یکم وندیداد، که مشتق شده از airyanəm vaēǰō vaŋhuyā dāityayā «گسترش آریایی‌ها از Vaŋuhī Dāityā» است؛ آنجا که Vaŋuhī Dāityā (به معنی «Dāityā خوب») که اسم رودخانه است که مرتبط با دین (یا «داد»: (dāta-)) است. ایده Airyana Vaēǰah هم‌معنی با airyō. šayana- در یشت ۱۰٫۱۳، یا گروه airyā daiŋ́hāvā «سرزمین آریایی‌ها» که در یشت‌ها تکرار شده‌است، نیست. در حقیقت، این، فقط، اشاره به سرزمین آریایی‌ها است، همان‌طور که فصل او کتاب وندیداد آشکارا دیده می‌شود. بدین معنی که «سرزمین سنتی» یا «سرزمین باستانی» ایرانیان نیست. Airyana Vaēǰah فقط سرزمین زرتشت (Zaraθuštra) و زرتشتیان است. بنابر عقیده رایج زرتشتیان، ایران‌ویج Ērānwēz مرکز دنیا است. بر روی ساحل رودخانه‌اش Weh Dāitī (اوستایی: Vaŋuhī Dāityā)، اولین «گاو نر یگانه» (پهلوی:gāw ī ēw-dād؛ اوستایی: gav aēvō.dāta) و اولین انسان، گیومرد به معنی «زندگانی فانی» (پهلوی: Gayōmard؛ اوستایی:Gayō.marətan) پدید آمدند. آنجا Čagād ī Dāidīg «نوک دادگری»، نوک کوه (البرز) که در اوستا hukairya «از کردار نیک» برآمد. پل چینود در آنجاست و همچنین در آنجا زرتشت و ییمَه Yima مشهور شدند. با گردآوری همه این داده‌ها، نشان می‌دهد که زرتشتیان ایده Airyana Vaēǰah را به سنت عقیدتی که یکی از مرکز جهان، جایی که نوک کوه (البرز) برآمده است، را افزودند. این حقیقت که Airyana Vaēǰah در منطقه کوهستانی واقع شده، شرایط طاقت‌فرسای آب و هوایی‌اش (وندیوداد ۱٫۲٫۳) را شرح می‌دهد که بهتر از آن است که فرض کنیم، با منقطه خوارزم تطابق می‌کند. این تعجب‌آور نیست اگر ما تناسبی بین ایده ایرانی «نوک کوه» (البرز) و ایده هندی کوه مرو (Meru) یا (Sumeru) در نظر بگیریم. مانوی‌ها، Aryān-waižan را با ناحیه بر کوهپایه Sumeru برابر دانسته‌اند؛ جایی که ویشاسپ بر آن حکومت می‌کرد و متون ختنی، برابری کوه Sumeru در افسانه بودایی با «نوک کوه البرز» (یا ttaira haraysä) در عقیده سنتی اوستایی، ثبت کرده‌است. همه این موارد، ما را بدین ایده رهنمود می‌سازد که Airyana Vaēǰah، اختراع زرتشتیان است که ماسک جدیدی به ایده سنتی گیتی‌شناسی هندوایرانی داده است. بنا بر هر برآوردی، تطبیق Airyana Vaēǰah با خوارزم، به کلی بی‌اساس و پایه است، چه ناحیه خوارزمی که ما می‌شناسیم، چه «خوارزم بزرگتر». از آنجایی که رودخانه «داد»، در کل به آسانی قابل شناسایی نیست، محتمل‌ترین فرضیه این است که آن را با رودخانه سیحون یا بلکه رودخانه هیرمند، که در آن زمان به نظر می‌رسد که در سنت عقیدتی زرتشتیان، رقابت جالبی با آمودریا داشته‌است، برابر بدانیم.